# Kreuzkirche (Wehrendorf)

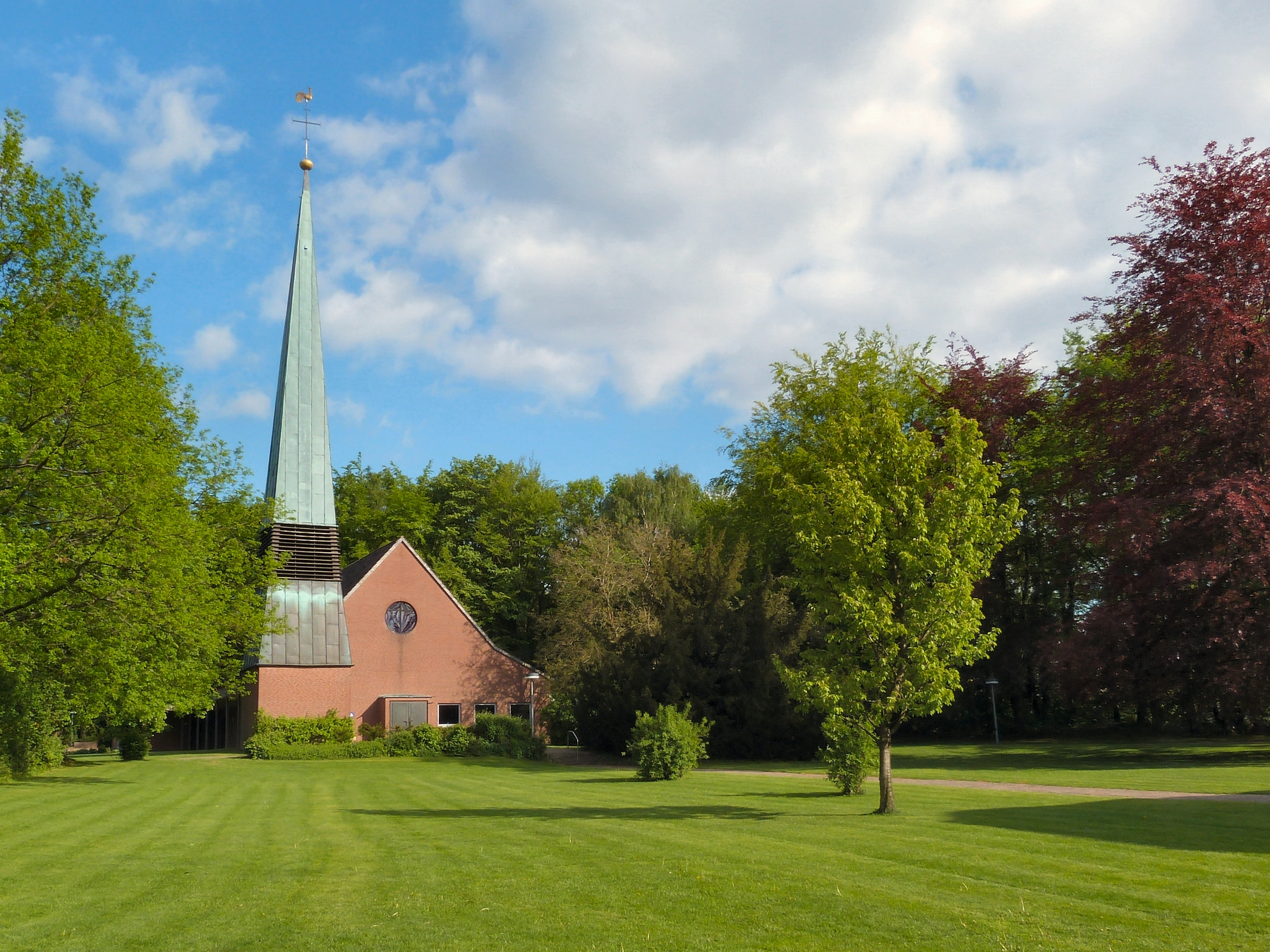
Die evangelische Kirche zu Wehrendorf

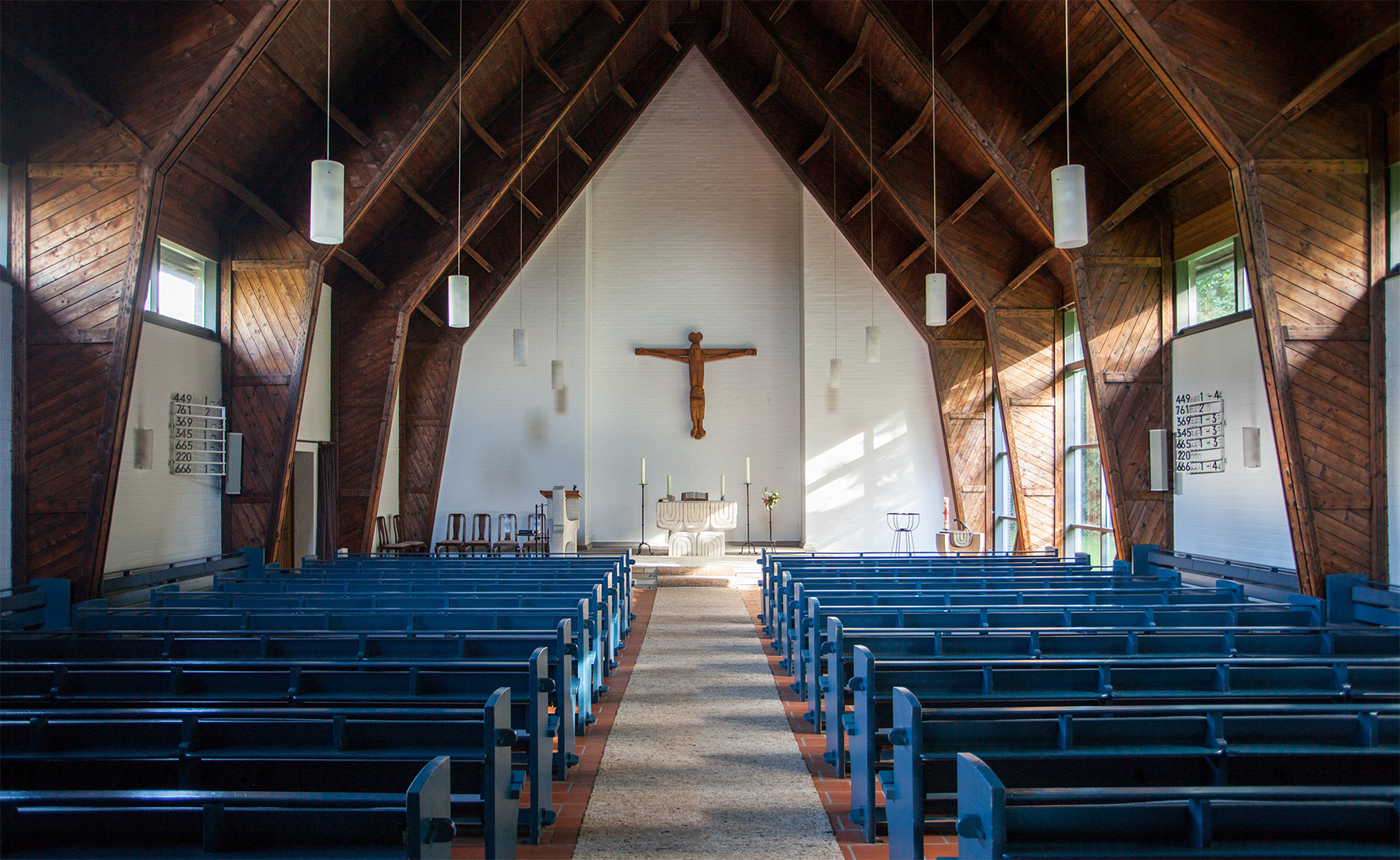
Innenraum der Kirche

Die Kreuzkirche in Wehrendorf, einer Ortschaft im Stadtteil Valdorf der Stadt Vlotho, ist die Pfarrkirche der Evangelisch-Lutherischen Gemeinde Wehrendorf, die dem Kirchenkreis Vlotho der Evangelischen Kirche von Westfalen angehört.

## Geschichte und Architektur
Die ursprünglich in Wehrendorf bestehende Katharinenkirche wurde um das Jahr 900 Mittelpunkt eines Kirchspiels, das einen großen Teil des Gebiets der heutigen Stadt Vlotho umfasste. Im 12. Jahrhundert verlagerte sich das Zentrum der Gemeinde in die Kirche zu Valdorf, die später über das Kloster Segenstal dem Kloster Loccum unterstand. Die Wehrendorfer Katharinenkirche verlor an Bedeutung und wurde 1477 noch als Kapelle erwähnt. Sie soll im Dreißigjährigen Krieg während der Schlacht bei Vlotho zerstört und später wieder aufgebaut worden sein. Im Jahr 1828 wurde sie endgültig abgerissen.
Im Juli 2019 wurde bei Grabungen in Wehrendorf ein Fundament aus gemauertem Bruchsteinwerk gefunden, das nach Ansicht der beteiligten Archäologen von der Bielefelder Fachaußenstelle des LWL die Existenz eines solchen Bauwerks nachweist. Bestattungen wurden hier bis ins 18. Jahrhundert vorgenommen.
Erst 1969 wurde in Wehrendorf wieder eine Kirche gebaut, die heutige Kreuzkirche. Dafür wurde die Notkirche des Architekten Otto Bartning, die zuvor die durch einen Brand zerstörte Auferstehungskirche in Bad Oeynhausen ersetzt hatte, wiederverwendet und um neue Gestaltungselemente ergänzt. Neben der Kirche wurde ein schlanker freistehender Glockenturm mit vier neuen Glocken errichtet. Mit der Umsetzung und Neugestaltung der Notkirche beauftragt war der in Bergkirchen ansässige Architekt Rudolf Hartog (1924–2018). Die Orgel stammt von dem in Wehrendorf ansässigen Betrieb Gustav Steinmann Orgelbau.
1970 wurde Wehrendorf von Valdorf abgepfarrt und somit wieder zur selbständigen Kirchengemeinde.
Im April 2025 wurde die Kirche mit einem Abschiedsgottesdienst von der Gemeinde Wehrendorf aufgegeben. Die Kreuzkirche in Wehrendorf war die erste Gottesdienststätte in den Randbezirken, die angesichts des demografischen Wandels aufgegeben wurde.